# 松浦宝
松浦 宝（まつら たかし）は、江戸時代中期の大名。肥前国平戸新田藩の第5代藩主。

## 略歴
第4代藩主・松浦到の長男として誕生した。
明和2年（1765年）9月15日、10代将軍・徳川家治に御目見する。明和3年（1766年）5月21日、父到の隠居により、家督を継いだ。同年12月19日、従五位下・大隅守に叙任した。
天明3年（1783年）5月7日、父に先立って35歳で死去した。跡を長男の矩が継いだ。

## 系譜
父母
- 松浦到（父）
- 牧野貞通の娘（母）

子女
- 松浦矩（長男）
- 遠山景祥継室